# Verd Dolç (pera)
Verd Dolç es el nombre de una variedad cultivar de pera europea Pyrus communis. Esta pera está cultivada en la colección de la Estación Experimental Aula Dei (Zaragoza). Esta pera también está cultivada en diversos viveros entre ellos algunos dedicados a conservación de árboles frutales en peligro de desaparición. Esta pera variedad muy antigua es originaria de España, en la provincia de Barcelona (comunidad autónoma de Cataluña), y tuvo su mejor época de cultivo comercial antes de la década de 1960, y actualmente en menor medida aún se encuentra.

## Sinonimia
- "Magarola".[1]

## Historia
En España 'Verd Dolç' está considerada incluida en las variedades locales autóctonas muy antiguas, cuyo cultivo se centraba en comarcas muy definidas. Se caracterizaban por su buena adaptación a sus ecosistemas y podrían tener interés genético en virtud de su adaptación. Se encontraban diseminadas por todas las regiones fruteras españolas, aunque eran especialmente frecuentes en la España húmeda. Estas se podían clasificar en dos subgrupos: de mesa y de cocina (aunque algunas tenían aptitud mixta).
'Verd Dolç' es una variedad clasificada como de mesa, se utiliza también en la cocina, difundido su cultivo en el pasado por los viveros comerciales y cuyo cultivo en la actualidad se ha reducido a huertos familiares y jardines privados.

## Características
El peral de la variedad 'Verd Dolç' tiene un vigor medio; florece a finales de abril; tubo del cáliz con un tamaño variable, en embudo con conducto corto y estrecho o largo y ensanchándose hacia el corazón.
La variedad de pera 'Verd Dolç' tiene un fruto de tamaño pequeño; forma muy variable, turbinada-breve, cidoniforme-breve o doliforme-breve, más rara vez turbinada, piriforme alargada o redondeada, en general con cuello poco acentuado, a veces cuello más marcado o sin cuello, simétrica o asimétrica, contorno irregular; piel lisa, fina, brillante, ligeramente untuosa; con color de fondo verde amarillento o amarillo canario, sin chapa o con chapa muy variable, desde casi imperceptible hasta cubrir casi medio fruto y desde levemente sonrosada a carmín vivo o rojo amoratado, presenta un punteado muy abundante, variable, en general muy menudo, amarillento, rojo o ruginoso-"russeting", sin o con aureola verdosa sobre el fondo y carmín sobre la chapa, con frecuencia se aprecia junto a la cavidad peduncular la impresión más o menos marcada de una hojita o bráctea con el reborde en relieve o más o menos ruginoso, "russeting" (pardeamiento áspero superficial que presentan algunas variedades) medio; pedúnculo desde muy corto a mediano, más rara vez largo, fino o semi-grueso, fuerte, leñoso, apenas engrosado en los extremos, verdoso o amarillento, parcialmente ruginosa-"russeting" oliváceo, con lenticelas blanquecinas y a veces con señales de yemas o con verruguitas carnosas, con frecuencia ligeramente tomentoso, recto o ligeramente curvo y retorcido, implantado generalmente derecho, cavidad peduncular muy estrecha,  y casi superficial, generalmente oblicua y mamelonada; anchura de la cavidad calicina prácticamente nula o muy superficial; ojo grande o mediano, cerrado, fruncido y prominente, forma irregular. Sépalos de base muy carnosa, a veces rojiza y puntas rizadas, resecas y ennegrecidas.
Carne de color blanco crema; textura semi-firme, algo áspera; sabor dulce, y aromático, agradable; corazón pequeño, pedregoso. Eje amplio, abierto. Celdillas muy pequeñas. Semillas de tamaño pequeñas, llenando totalmente las celdillas, elípticas, de color blanquecino-amarillentas.
La pera 'Verd Dolç' tiene una maduración muy temprana en la tercera decena de junio (en E. E. Aula Dei de Zaragoza). Aguanta en buenas condiciones un mes de almacenamiento en un ambiente refrigerado. Se usa como pera de mesa fresca, y en la elaboración de perada.